# Dicranomyia (Idioglochina) bioculata
Dicranomyia (Idioglochina) bioculata is een tweevleugelige uit de familie steltmuggen (Limoniidae). De soort komt voor in het Oriëntaals gebied.